# Ransbach-Baumbach
Ransbach Baumbach é uma cidade da Alemanha localizada no distrito de Westerwaldkreis, estado da Renânia-Palatinado.
É membro e sede do Verbandsgemeinde de Ransbach-Baumbach.